# Trùng biến hình trần
Trùng biến hình trần hay trùng biến hình amip, trùng chân giả trần (danh pháp hai phần: Amoeba Proteus, trước đây còn gọi là Chaos Diffluens) là đại diện tiêu biểu của trùng biến hình. Chúng sống ở mặt bùn của các ao tù hay các hồ nước lặng. Nhiều khi, chúng nổi lẫn vào lớp váng ở ao, hồ. Một cá thể trùng biến hình thường không có màu nhưng có thể có màu từ thức ăn của chúng. Kích thước chúng thay đổi từ 0,01 mm

## Sinh sống
Trùng biến hình sống ở các vũng bùn, hồ tù, hồ nước lặng, trùng biến hình là cơ thể đơn bào. 

## Cấu tạo và di chuyển
Trùng biến hình  được coi như một cơ thể đơn bào đơn giản nhất, kém tiến hóa nhất trong tất cả các động vật nguyên sinh. Cơ thể trùng biến hình trần gồm một khối chất lỏng nguyên sinh và nhân. Chúng di chuyển nhờ dòng chất nguyên sinh dồn về một phía tạo thành chân giả. Vì thế cơ thể trùng biến hình trần luôn biến đổi hình dạng.

## Dinh dưỡng
Một chân giả tiếp khi cận mồi, lập tức hình thành chân giả thứ hai vây lấy mồi. Hai chân giả kéo dài nuốt mồi vào sâu trong chất nguyên sinh, tạo thành một "lỗ nhỏ" ở giữa cơ thể trùng biến hình (không bào tiêu hoá). Chúng tiêu hoá thức ăn nhờ dịch tiêu hoá (tiêu hoá nội bào).
Sự trao đổi khí (lấy O2, thải CO2) của trùng biến hình trần thực hiện qua bề mặt cơ thể. Nước thừa được tập trung về một chỗ gọi là không bào co bóp rồi chuyển ra ngoài. Chất thải được chuyển từ bất cứ chỗ nào trên cơ thể. Chúng bài tiết bằng không bào co bóp. Chúng còn có thể hô hấp qua bề mặt cơ thể.

## Sinh sản
Khi gặp điều kiện thuận lợi (thức ăn,nhiệt độ,... đầy đủ), thì trùng biến hình trần sinh sản theo hình thức phân đôi.

## Bộ sưu tập video
|  |  |

Trùng biến hình dùng chân giả để di chuyển.